# Christopher McCandless
Christopher Johnson McCandless, noto anche con lo pseudonimo di Alexander Supertramp (El Segundo, 12 febbraio 1968 – Parco nazionale del Denali, 18 agosto 1992), è stato un viaggiatore statunitense.
Appena terminati gli studi, iniziò a vagare nell'ovest degli Stati Uniti, con la volontà di vivere in solitudine per un certo periodo e ispirato dall'anarchismo di Lev Tolstoj e Henry David Thoreau, giungendo infine nelle terre selvagge dell'Alaska nell'aprile del 1992, con poco cibo e scarse attrezzature; il suo corpo senza vita venne ritrovato il successivo 6 settembre. Il ragazzo morì di fame (ma c'è anche chi sostiene che la morte sia sopraggiunta a causa di un avvelenamento da semi di Hedysarum alpinum, pianta simile a un fagiolo), nei pressi del lago Wentitika nel parco nazionale del Denali.
Nel gennaio del 1993 l'autore Jon Krakauer pubblicò la storia di McCandless sulla rivista Outside. Ispirato dai dettagli della storia di McCandless, Jon Krakauer ha scritto e pubblicato Nelle terre estreme nel 1996, che narra dei viaggi di McCandless. Il libro è stato adattato in un film di Sean Penn, Into the Wild - Nelle terre selvagge, nel 2007 con Emile Hirsch nei panni di McCandless. Quello stesso anno, la storia di McCandless è diventata anche il tema del documentario di Ron Lamothe dal titolo The Call of the Wild. Nel novembre 2014 è stato pubblicato il libro di memorie della sorella di Chris, Carine McCandless, dal titolo Into the Wild Truth, che spiega, a 22 anni dalla morte del ragazzo, i motivi che lo hanno spinto ad allontanarsi dalla famiglia e dalla società.
A parere dello stesso Jon Krakauer, McCandless si è posto sul percorso nomadico di ricerca di un ideale estetico estremo, lo stesso che portò un altro giovane statunitense, Everett Ruess, al sodalizio con la vita on the road e alla sua successiva scomparsa in circostanze tuttora non note nel 1934.

## Biografia
Christopher Johnson McCandless, soprannominato Chris, nacque il 12 febbraio 1968 a El Segundo, nel Sud della California, da una famiglia benestante: il padre Walt McCandless era un dipendente della NASA, la madre Wilhelmina "Billie" Johnson un'impiegata. Dopo sei anni a El Segundo, la famiglia si spostò prima a Washington e poi ad Annadale, in Virginia. Nel 1990 si laureò con una media dei voti molto alta all'Università Emory, ottenendo una specializzazione in Storia e Antropologia. Subito dopo il conseguimento del titolo di studio, decise di attraversare l'Ovest Americano da solo, dopo aver donato 24000 dollari di risparmi alla Oxfam. Intraprese inizialmente il suo viaggio con la sua auto, una Datsun B210 gialla del 1982 che aveva acquistato durante l'ultimo anno di liceo ed amava utilizzare per viaggiare durante le vacanze scolastiche.
La Datsun fu in seguito ritrovata da un gruppo di ricercatori di fiori rari nel deserto del Mojave: all'interno McCandless aveva abbandonato una chitarra Giannini, un pallone da football, un sacchetto di immondizia pieno di vecchi indumenti, una canna da pesca, 10 kg di riso, un rasoio elettrico nuovo, un'armonica a bocca, i cavi della batteria e le chiavi. Il ragazzo si era separato dal proprio mezzo a causa di un'inondazione proveniente dal fiume accanto al quale si era accampato, che aveva bagnato il motore rendendo l'automobile inutilizzabile. Prima di lasciare l'auto bruciò parte dei suoi risparmi (tenne 300 dollari di scorta in una tasca nascosta) e gettò via la targa, tenendo però con sé i documenti di identità: proseguì quindi a piedi facendo l'autostop, girovagando tra Stati Uniti occidentali e Messico settentrionale.
Trascorse gli ultimi 112 giorni della sua vita nei boschi dell'Alaska, nel parco nazionale del Denali, avendo come unico rifugio un vecchio autobus abbandonato, che trovò per caso e soprannominò Magic Bus ("Bus magico"). Per un certo periodo Chris riuscì a sopravvivere con l'ausilio di pochi strumenti: un fucile Remington Nylon 66 calibro .22 con cui poteva procacciarsi della selvaggina, una sacca di riso, un libro sulle piante autoctone commestibili, una mappa del luogo e altri semplici oggetti da campo. Nel mese di luglio 1992 si mise in marcia per tornare nella civiltà, ma dopo aver camminato per due giorni capì che il fiume che qualche settimana prima aveva attraversato senza troppe difficoltà era in piena, gonfiato dal disgelo dei ghiacciai, per cui si trovò costretto a tornare indietro verso il Magic Bus. Il ventiquattrenne McCandless fu ritrovato morto all'interno dell'autobus il 6 settembre 1992 da due cacciatori, a circa due settimane dal decesso: la versione ufficiale è che sarebbe morto di fame (al momento del ritrovamento il cadavere pesava circa 30 kg), ma altre possibili cause sono il freddo e l'aver accidentalmente mangiato i frutti di una pianta velenosa.
Nel proprio documentario, il regista Ron Lamothe ipotizza che McCandless avesse una ferita alla spalla o al braccio, come risulterebbe dalla famosa foto scattata davanti al bus pochi giorni prima della morte, dove la manica destra della camicia sembra vuota: Lamothe, basandosi sulla nota di aiuto scritta da McCandless, crede che quella ferita abbia impedito al giovane di attraversare a nuoto il fiume Teklanika per scappare. Una tesi ancora più recente spiega che sarebbe stato avvelenato dalla neurotossina ODAP, presente in alcuni semi di cui si era nutrito credendoli commestibili, che lo avrebbe lentamente paralizzato. All'epoca non si conoscevano gli effetti di questa neurotossina e neanche la sua presenza in alcune piante, ritenute commestibili; studi successivi hanno inoltre dimostrato come questa neurotossina abbia maggiore effetto su soggetti con deficit di nutrizione e che svolgono attività fisiche.
Nel vecchio autobus, accanto al cadavere, furono ritrovati numerosi appunti da lui scritti, una macchina fotografica con cui aveva effettuato degli autoscatti, una borraccia di plastica verde, alcune pastiglie per purificare l'acqua, un paio di pantaloni imbottiti, guantoni di lana, una bottiglia di repellente per gli insetti, un cilindro consumato di balsamo per labbra, una scatola di fiammiferi, un paio di stivali in plastica marrone e alcuni libri di autori quali Lev Tolstoj, Jack London e Henry David Thoreau; in particolare in un volume di Walden ovvero Vita nei boschi di Thoreau dove era evidenziato un passaggio e, in alto alla pagina, era annotata in grande la parola "verità" nella calligrafia del ragazzo.
(Scritta lasciata da McCandless all'interno del Magic Bus.)
Dopo la sua morte, e in particolare dopo la pubblicazione delle prime opere di Krakauer inerenti a questa vicenda, il Magic Bus diventò meta di "pellegrinaggio" da parte di coloro che erano rimasti affascinati dalla sua scelta di vita; ciò proseguì fino al giugno del 2020 quando, a causa della sempre maggiore imperizia palesata dai visitatori, per ragioni di sicurezza l'autobus venne rimosso dal parco.

## I libri, il film e il documentario
Nelle terre estreme, libro scritto da Jon Krakauer e pubblicato nel 1997, si basa sui viaggi di McCandless e sui racconti di tutti coloro che lo conobbero durante il suo lungo viaggio solitario, durato due anni. Di particolare importanza il racconto di un anziano ottantenne (che nel libro viene nominato tramite pseudonimo), il quale conobbe il giovane e lo ospitò alcune settimane nella sua casa. Il legame tra i due fu così forte che l'anziano in seguito vendette la sua casa, comprò una roulotte e cominciò a viaggiare per l'America occidentale. Fu di grande importanza anche l'incontro con Jan Burres e il compagno Bob, due "vagabondi gommati" (coloro che girano il mondo accompagnati da un mezzo di trasporto) che accolsero Chris, insegnandogli alcune regole per la sopravvivenza in Alaska.
Il libro ha ispirato il film del 2007 Into the Wild - Nelle terre selvagge diretto da Sean Penn in cui Chris è interpretato da Emile Hirsch, nel quale però non sono presenti molte scene del libro. Il regista ha dovuto aspettare 10 anni per poter girare il film, perché la famiglia di Christopher era restia a portare nelle sale cinematografiche la storia del loro figlio. Nello stesso 2007, la storia di McCandless è stata raccontata in un documentario di Ron Lamothe dal titolo The Call of the Wild. Lamothe, ispirato dalla storia di McCandless già prima dell'uscita del libro di Jon Krakauer, ha affrontato un viaggio in Nord America negli stessi luoghi visitati da Chris, raccogliendo interviste e dichiarazioni da persone del posto. Successivamente Lamothe contraddirà alcuni particolari del libro di Krakauer e del film di Penn, ad esempio sulle cause della morte di McCandless, e sul fatto che il ragazzo abbia o meno bruciato tutti i suoi documenti e i soldi.
Nel novembre del 2014 è stato pubblicato il libro di memorie di Carine McCandless, la sorella minore di Chris, dal titolo Into the Wild Truth. Nel libro vengono descritti gli anni della loro infanzia, e in particolare l'atteggiamento violento del padre nei confronti della loro madre Billie, il loro abuso di alcol, la loro ossessività e le loro tendenze manipolatorie. Carine McCandless spiega come gli episodi vissuti durante la loro infanzia abbiano spinto Chris a fuggire da famiglia e società e a "rifugiarsi" nella natura selvaggia.
In una dichiarazione rilasciata ai media, prima che il libro fosse messo sul mercato, i genitori Walt e Billie McCandless hanno negato i fatti descritti da Carine nel libro, affermando che quest'ultimo è "una finzione letteraria, che non ha niente a che vedere con nostro figlio Chris, il suo viaggio e il suo carattere".